# Насоново (Белгородская область)
Насоново — село в Валуйском районе Белгородской области Российской Федерации, административный центр Насоновского сельского поселения.

## История
В 1697 году по указу Петра I казачьему атаману Фёдору Насонову «со товарищи» за исправную ратную службу по охране границ государства были «отмежованы в их полное пользование» земли от реки Палатовки до Добрынина лога. Здесь и начало расти Насоново.
Во второй половине XVIII века в Насоново появились усадьбы мелких помещиков Анисимовых, Житковых, Петрулиных. В 1793 году В. В. Петрулин захватил земли однодворцев деревни Насоновой.
Около 1890 года в Насоново открыли церковно-приходскую школу, а первый выпуск окончивших 4-летнее обучение состоялся только в 1905 году.
В мае 1918 года большую часть Валуйского уезда, в том числе и Насоново, оккупировали немцы и гайдамаки. Вскоре их вышвырнули партизанские отряды, объединённые в Валуйскую повстанческую армию.
На фронтах Великой Отечественной войны погибло около 340 насоновцев.
В 1954 году сельхозартели Насоновского сельсовета слились в крупный колхоз им. Кирова, который в 1977 году включили в состав совхоза «Валуйский». В декабре 1972 года это хозяйство переименовали в совхоз им. 60-летия Союза ССР. К началу 70-х годов в Насоново построили новые Дом культуры, здание средней школы, колхозную баню, мехмастерские, контору.
В 1989 году село Насоново — центр отделения совхоза им. 60-летия Союза ССР. Все дома селян радиофицированы, завершается газификация, центральная улица села заасфальтирована, построено 1,5 км водопровода.
В 1997 году село Насоново в Валуйском районе — центр Насоновского сельского округа, объединяющего сёла Безгодовка, Борисовка, Насоново и посёлки Ровное и Рощино.

## Население
| 1815  | 1859  | 1897  | 1900  | 1932  | 1979  |
| ----- | ----- | ----- | ----- | ----- | ----- |
| 1125  | ↗1328 | ↗1352 | ↗1419 | ↗1779 | ↘1238 |
| 1989  | 1994  | 2001  | 2002  | 2010  |       |
| ↘1123 | ↘1121 | ↘1118 | ↘1092 | ↘1028 |       |

## Инфраструктура
- Насоновский сельский дом культуры
- Насоновский центр общеврачебной практики
- МОУ «Насоновская средняя общеобразовательная школа»
- МДОУ «Детский сад с. Насоново»